# HD 203338
HD 203338，又名BD+58 2249，SAO 33318、HR 8164，是一颗恒星，视星等为5.66，位于銀經98.18，銀緯6.36，其B1900.0坐标为赤經21h 16m 29.5s，赤緯+58° 6.36′ 1″。